# Lotta Sea Lice
Lotta Sea Lice è un album in studio collaborativo della cantautrice australiana Courtney Barnett e del cantautore statunitense Kurt Vile, pubblicato nell'ottobre 2017.

## Tracce
1. Over Everything
2. Let It Go
3. Fear Is Like a Forest
4. Outta the Woodwork
5. Continental Breakfast
6. On Script
7. Blue Cheese
8. Peepin' Tom
9. Untogether